# Freezing (manga)
Pour les articles homonymes, voir Freezing.
Freezing (フリージング, Furījingu) est un manga scénarisé par Lim Dall-Young et illustré par Kim Kwang-hyun. Il est publié depuis janvier 2007 dans le magazine Comic Valkyrie, et trente-trois volumes reliés ont été publiés en date d'avril 2021 par Kill Time Communication. La version française est éditée par Doki-Doki.
Le manga a été adapté en série télévisée d'animation de deux saisons de douze épisodes chacune, et a donné naissance à des séries dérivées : trois mangas et deux webséries.

## Synopsis
Dans un futur proche, la Terre subit des attaques répétées d'entités extraterrestres venues d'une autre dimension, mettant en péril l'Humanité tout entière. Appelées Nova, ces créatures résistent aux armes conventionnelles et sont capables de créer une zone de Freezing, une attaque qui immobilise la matière. Pour éviter son extinction, l'Humanité crée un nouvel ordre mondial, l'Organisation Chevalier, qui met un point d'honneur à constituer une armée capable de repousser l'invasion. Cette armée est constituée de femmes, nommées Pandora. Celles-ci possèdent des pouvoirs et des capacités physiques surhumaines conférées par leurs Stigmates, des tissus de Nova implantés dans leurs corps. Les Pandora sont dotées d'un binôme masculin, un Limiteur capable de canaliser une partie de la puissance d'une Pandora et d'ainsi libérer du Freezing pour contrer ceux des Nova. L'histoire est centrée sur Aoi Kazuya, qui intègre l'Académie GENETICS, l'endroit où sont formées les Pandora et leurs Limiteurs. Il souhaite suivre les pas de sa sœur aînée, Aoi Kazuha, une héroïne disparue quatre ans plus tôt lors d'une attaque des Nova, alors appelée Huitième Nova Clash. Il est rapidement confronté à Satellizer El Bridget, une Pandora particulièrement asociale à cause de sa phobie du contact physique. Lors d'un moment de nostalgie - Kazuya croît reconnaître sa sœur disparue en Satellizer - il la serre dans ses bras ! De ce fait, la Pandora fera tout pour l'éviter tandis qu'il cherchera à s'excuser... En lui proposant de devenir son partenaire !

## Personnages

### Personnages principaux
Kazuya Aoi (アオイ＝カズヤ, Aoi Kazuya)
Le personnage central du manga, Aoi Kazuya est un apprenti Limiteur, étonnamment puissant pour un débutant. Il est du genre réservé et sa gentillesse lui cause pas mal d'ennuis ! Il se fait rapidement remarquer par beaucoup de Pandora en s'en prenant directement à Satellizer El Bridget et lui faisant perdre un combat ! En souhaitant s'excuser de l'avoir confondue avec sa sœur, il lui proposera de devenir son Limiteur et fera tout en son pouvoir pour l'approcher, malgré sa grande répulsion avec le contact physique. Son pouvoir de Limiteur lui permet entre autres de créer une zone d'immobilisation permettant à la Pandora de ne pas être affectée par les attaque d'un Nova, mais aussi, de lui-même créer une zone si puissante qu'elle immobilise tout sur son passage. Son grand-père est l'un des hommes les plus haut placés au sein du projet Pandora, du fait qu'il en est le créateur. On découvre que le corps de Kazuya est composé à 30 % de tissu stigmatique, ce qui explique ses pouvoirs accrus, mais il semble être le seul à ne pas en connaître la véritable origine...
Satellizer El Bridget (サテライザー＝エル＝ブリジット, Sateraizā Eru Burijitto)
Surnommée La Reine Intouchable, elle a longtemps dominé le classement des secondes années de West Genetics. Bien qu'asociale, elle est extraordinairement douée. Elle serait restée invaincue si Kazuya ne s'était pas immiscé dans son combat face à Ganessa Roland ! Elle fera tout ensuite pour l'éviter, lui qui souhaite devenir son Limiteur, car elle a une phobie avec le contact physique. Ce dégoût lui vient d'attouchements subis durant son enfance et une partie de son adolescence. Pourtant, Kazuya est différent et elle ne semble pas être dégoûtée qu'il la touche. Et elle en fera son partenaire sans pour autant le baptiser, chose inconcevable chez les Pandora ! Du fait de son asociabilité, Satellizer s'attire les foudres des classes supérieures qui ne comptent pas laisser son comportement impuni.
Son arme est une épée avec un manche incrusté dans la lame appelée Nova Blood.
Lana Rinchen (垃娜 林沁/ラナ＝リンチェン, Lana Rinchen)
Lana est une Pandora venue du Tibet. Elle intègre Genetics dans le but d'utiliser sa force dans le combat de l'Humanité. Elle est d'une nature souriante et insouciante, mais reste surtout très impulsive. Étrangement, elle voit en Kazuya son âme sœur depuis qu'elle a fait vibrer ses Stigmates lors d'une confrontation et elle ne le lâche pas d'une semelle pour faire de lui son partenaire ! Comme ce dernier est le Limiteur de Satellizer, Lana voit en elle une rivale, au point qu'elle peut parfois se montrer très agaçante sans le vouloir. Elle reste cependant une amie dévouée en qui on peut faire confiance.
Au combat, Lana utilise des gants en acier pour frapper ses ennemis d'un coup de poing pouvant briser la pierre.
Ganessa Roland (ガネッサ＝ローランド, Ganessa Rōrando)
Aussi connue sous le nom d'Ange du Confinement, Ganessa veut être perçue comme une battante et ne supporte pas de passer pour une faible ou de laisser paraître qu'elle a parfois besoin d'aide. Pour cela, elle fait tout pour prendre la tête du classement et battre Satellizer dont elle ne supporte pas le talent. Elle se révélera être une alliée précieuse lors du Dixième Nova Clash.
Au combat, elle se sert de multiples grappins sortant de son dos semblables aux bras composés d'un Stigma Satellite System.

### Membres de la famille

#### Académie Genetics
Cet académie est l'une qui forme les futurs combattants qui deviendront des unités Anti-Nova.
Sœur Margareth
La directrice de l'établissement.
Kim Yumi
La formatrice et professeur de physique qui faisait partie des "Numbers" qui désigne les filles qui ont remporté une victoire importante lors du huitième "Nova Clash", dont Elize Schmidt ainsi que la sœur aîné de Aoi Kazuya avant qu'elles ne quittent l'armée pour rejoindre l'académie.
Elize Schmidt
Le médecin en chef.
Shiffon Fairchild
La présidente de l'association des élèves.
Ganessa Roland
Cette jeune fille est la première ennemie de Satelliser qui, à la suite du changement de comportement de cette dernière, devient non seulement une alliée mais une amie.
Arthur Clipton
Le voisin de dortoir et le premier ami d'Aoi Kazuya. Il se trouve aussi être le limiteur de Ganessa Roland.
Hiiragi Kaho
Elle se trouve être la déléguée de classe, elle est une amie proche de Aoi et Arthur.
Miyabi Kannazuki
Une élève de troisième année, la première que Satelliser a battu. Cela ne lui apporte que des ennuis car toutes les élèves de troisième vont se retourner contre elle.
Ingrid Bernstein
Une élève de troisième année, la septième de sa promotion.
Léo Bernard
Le limiteur de Ingrid Bernstein.
Marine Maxwell
Une ancienne élève de troisième année décédée sur le champ de bataille au côté de son limiteur, Alberto, pour protéger les élèves de première année.
Virginia & Tyrol
Des élèves de deuxième année et des amies de Ingrid Bernstein.

### Organisation Chevalier
Chevalier est une organisation militaire supranationale destinée à la lutte contre la Nova .

## Univers

### Pandora
Les Pandora sont les guerrières d'élite combattants les Nova, les seules capables de leur tenir tête et de repousser l'invasion. Elles sont dotées de capacités physiques hors-du-commun, puissance incroyable que leur confèrent les Stigmates.
Le cursus scolaire et l'entraînement des Pandora dure trois ans, celles qui intègrent ensuite une quatrième année visent une carrière militaire dans l'Organisation Chevalier, en restant au service du monde pour sa défense. Les autres sont considérées comme réservistes.
Toutes les jeunes filles sont déclarées stigmato-compatibles au cours de leur enfance ; elles subissent des tests visant à savoir si elles sont aptes à recevoir des Stigmates et combien. Certaines sont prises, d'autres recalées, mais certaines font le choix de ne pas intégrer Genetics en raison du fort taux de décès lors des Nova Clash. Le Corps des Pandora subit, en effet, de très lourdes pertes dans les affrontements. Pour tenter de les convaincre, l'Organisation Chevalier promet de faire grimper les Pandora les plus émérites dans l'échelle sociale, de leur donner une vie confortable. Pourtant, les Académies Genetics manquent toujours plus de Pandora, la raison étant le rapprochement des Nova Clash. Par ailleurs, certaines abandonnent lors de la formation, rude et dangereuse, mettant en avant le désespoir et le strict respect des ordres. Beaucoup de jeunes nobles s'engagent pour faire honneur à leur nom, les filles du peuple sont plus rares.
Les recrues possèdent en général un Stigmate lorsqu'elles intègrent Genetics, mais elles peuvent en posséder plus. Celles en possédant six sont considérées comme les plus remarquables. Seule Aoi Kazuha possédait une vingtaine de Stigmates, ce qui faisait d'elle une Pandora émérite, l'élite parmi l'élite, mais ce surplus de Stigmates serait à l'origine de sa mort. Ses Stigmates se sont emballés et elle s'est transformée en créature contrôlée par les Nova.
La Première Pandora portait le nom de Maria Lancelot, c'est de son corps que sont issus les Stigmates des Pandora. Et c'est à elle que l'on doit la victoire de l'Humanité lors du Premier Nova Clash. Sa Sainte Dépouille est conservée dans les sous-sols de West Genetics, au Japon.
Le Projet Pandora a été imaginé et mis sur pied par Aoi Gengo, financé par Howard El Bridget et contrôlé par l'Organisation Chevalier. Tous les trois sont grandement respectés par les Pandora et leurs Limiteurs. Par ailleurs, ces derniers sont enviés et admirés par la population.

### Limiteur
La théorie des Limiteurs est très récente dans l'histoire - une théorie et une mise en pratique que l'on doit encore à Aoi Gengo ! Il s'agit des binômes masculins des Pandora chargés d'épauler leurs camarades lors des affrontements. Ces derniers possèdent la capacités d'anéantir la zone de Freezing et de libérer les Pandora prisonnières.
Les binômes sont formés de manière suivante ; Une Pandora choisit un Limiteur et d'un commun accord, ils procèdent au Baptême qui consiste à faire partager au Limiteur un des Stigmates de la Pandora. Cette action est assimilée à un acte érotique en raison du fait que les deux personnes partagent leurs cinq sens lors de l'activation de l'Ereinbar Set, un sixième sens débloqué avec les Stigmates. Cette action débloque aussi la puissance de la Pandora, que son corps ne peut assimiler seul. Certaines Pandora possèdent plusieurs Limiteurs, même si cette relation reste intime et privilégiée - il n'est pas rare de voir des Pandora épouser leur Limiteur une fois qu'ils sont retournés à la vie civile.

### Les E-Pandora
Le Projet-E a été adopté par l'Organisation Chevalier à la suite du Dixième Nova Clash pour pallier le manque de Pandora et les nombreuses pertes subies. Le Projet consiste à permettre aux jeunes filles non stigmato-compatibles de pouvoir atteindre un niveau proche de celui des Pandora sans pour autant posséder de Stigmates. Les Pandora Évolution sont alors présentées au monde, parmi elles, Amelia Evans, considérée comme l'une des meilleures, mais à peine plus fortes qu'une simple recrue Pandora.
Le Projet-E est dirigé par Scarlet Ôhara. Elle voue une rancune tenace à Aoi Gengo qui l'a autrefois renvoyé de son équipe. Mark Spencer, membre de l'Organisation Chevalier, assure le commandement de cette unité.

### Valkyries
Actuellement, elles sont au nombre de cinq ; Ôka Honda, Lucie Renault, Tiziana Ferrari, Franka Porsche et Christine Evora. Ces noms sont des noms de codes issus des constructeurs automobiles des pays où elles sont issues. (Note: Evora fait allusion à la marque britannique Lotus).
Les Valkyries sont de jeunes filles non stigmato-compatibles mais entraînées et équipées d'armements inédits conçus dans les laboratoires d'Aoi Gengo - dont les fameux Plasma Weapons. Elles possèdent également le pouvoir d'utiliser des Stigmates "jetables" après une durée d'utilisation - assez limité d'ailleurs.
Ce Projet a été développé par Aoi Gengo en même temps que le Projet Pandora, en 2022, mais face au manque de temps pour entraîner les recrues, l'Humanité a choisi la facilité avec les Pandora. Au temps présent dans le manga, dans les années 2060, Aoi Gengo décide de poursuivre ce Projet seul, sans les financements ni l'approbation officielle de l'Organisation Chevalier. Après le Onzième Nova Clash en Alaska et l'échec du Plan-E, il dévoile ce nouveau concept qui est bien plus réussi que le précédent.
Après leur adhésion officielle, les Valkyries et certaines Pandora émérites formeront la Treizième Section, une unité spéciale visant à faire de la coopération entre les deux unités.

### West Genetics
Située au Japon, West Genetics (ウエストゼネティックス, Uesto Zenetikkusu) est l'une des deux Académies de l'Archipel où sont formées les Pandora (l'autre étant East Genetics). Elle est considérée comme la meilleure des Académies du monde et de nombreuses Pandora émérites en sont ressorties, comme la Pandora considérée comme la meilleure de l'Organisation Chevalier, Yi Suna. L'Académie est une immense base militaire et un laboratoire de recherches scientifiques, mais aussi le lieu où est entreposé le corps de Maria Lancelot, la Première Pandora. La Présidente du Conseil des Élèves à West Genetics est Chiffon Fairchild, la numéro un des troisième années. L'Académie est dirigée par Sœur Margaret, une ancienne Pandora à la retraite.

### East Genetics
Située au Japon, East Genetics est l'autre Académies de l'Archipel. En constante compétition avec West Genetics, l'Académie compte dans ses rangs la très reconnue Cathy Rockheart, actuelle numéro des troisième années, mais aussi membre du Top Five Mondial. C'est aux abords de cette Académie que débutera le Dixième Nova Clash.

## Manga
La série de manga est scénarisée par Lim Dall-Young et illustrée par Kim Kwang-hyun. Elle est publiée depuis janvier 2007 dans le magazine Comic Valkyrie et trente-trois volumes reliés ont été publiés en date d'avril 2021 par Kill Time Communication. La version française est éditée par Doki-Doki et comporte également trente-trois volumes.

### Freezingdans le monde
Dans le reste du monde, les éditeurs de Freezing sont les suivants :
- Haksan Culture Company pour la Corée du Sud[3].
- Tong Li Publishing pour Taiwan et Hong Kong[4].
- Editora JBC pour le Brésil[5].

### Accueil, ventes et analyse de l'œuvre
Beaucoup de lecteurs sont rebutés par la présence excessive de fan service, surtout dans le premier tome, un défaut qui tend à s'atténuer par la suite. Pour Anime News Network, la série est meilleure que ne le laissait supposer son début, mais sans avoir pour autant la capacité à séduire un public qui va au-delà des amateurs de fan service ou de combats à outrance.
L'œuvre est souvent comparée à Claymore, avec lequel elle partage de nombreuses ficelles scénaristiques, au bénéfice de Claymore[réf. nécessaire].

## Anime
Une adaptation en série télévisée d'animation a été annoncée en juillet 2010,. Il est produit par le studio A.C.G.T et a été diffusé sur la chaine AT-X de janvier à avril 2011. Six coffrets DVD et Blu-ray sont ensuite sortis entre mars et août 2011. Une seconde saison nommée Freezing Vibration a été annoncée en mars 2013, et a été diffusée du 4 octobre et 20 décembre 2013 retraçant l'arc E-Pandora. Les coffrets Blu-ray et DVD sont édités entre décembre 2013 et mai 2014.
En Amérique du Nord, Funimation diffuse la première saison en simulcast légal.

### Liste des épisodes

#### Saison 1
| No    | Titre français                                        | Titre japonais                            | Titre japonais                                       | Date de 1re diffusion |
| No    | Titre français                                        | Kanji                                     | Rōmaji                                               | Date de 1re diffusion |
| ----- | ----------------------------------------------------- | ----------------------------------------- | ---------------------------------------------------- | --------------------- |
| 1     | Untouchable Queen                                     | 接触禁止の女王                            | Sesshoku Kinshi no Joō                               | 10 janvier 2011       |
| 2     | Pandora Mode                                          | パンドラモード                            | Pandoramōdo                                          | 17 janvier 2011       |
| 3     | Accelerating Turn                                     | アクセルターン                            | Akuserutān                                           | 24 janvier 2011       |
| 4     | Tempest Turn                                          | テンペストターン                          | Tenpesutotān                                         | 31 janvier 2011       |
| 5     | She is Rana Linchen                                   | 彼女の名はラナ＝リンチェン                | Kanojo no na wa rana = rinchen                       | 7 février 2011        |
| 6     | Machination                                           | 策謀                                      | Sakubō                                               | 14 février 2011       |
| 7     | Sanction                                              | 制裁                                      | Seisai                                               | 21 février 2011       |
| 8     | Pandora Queen                                         | パンドラクイーン                          | Pandorakuīn                                          | 28 février 2011       |
| 9     | Godspeed of the East                                  | イーストの神速                            | Īsuto no Shinsoku                                    | 7 mars 2011           |
| 10    | NOVA Form                                             | ノヴァフォーム                            | Novuafōmu                                            | 14 mars 2011          |
| 11    | Ambush! Ravensborne Nucleochede                       | 要撃!レベンスボルン・ヌクレオチド         | Yōgeki! Rebensuborun Nukureochido                    | 26 mars 2011          |
| 12    | Satellizer VS. Pandora                                | サテライザー バーサス パンドラ            | Sateraizā bāsasu Pandora                             | 7 avril 2011          |
| OAV 1 | I Want to Touch Her♥Satellizer, the Girl with Glasses | 接触したいの♥メガネっ娘サテライザー       | Sesshoshitai no♥Megane-musune Sateraizā              | 29 mars 2011          |
| OAV 2 | Lots of Secrets♥The First Room Invitation             | 秘密がいっぱい♥初部屋入り                 | Himitsu ga Ippai♥Hatsu Heya-iri                      | 27 avril 2011         |
| OAV 3 | Someone's Going to See♥Overly-extreme Physical        | 見えちゃうの♥過激すぎる身体測定           | Mie Chau no♥Kageki Sugiru Shintai Sokutei            | 25 mai 2011           |
| OAV 4 | The Genetics Swim Meet♥There Are Nip Slips, Too       | ゼネティックス水泳大会♥ポロリもあるよ     | Zenetikkusu Suiei Taikai♥Porori mo aru yo            | 22 juin 2011          |
| OAV 5 | Don't Look♥The Pandora's Bare Change of Clothes       | 見ちゃだめ♥パンドラ達の生着替え           | Micha dame♥Pandora-tachi no Nama Kigae               | 27 juillet 2011       |
| OAV 6 | Freezing Gone Wild♥Sighs-a-plenty for the Pandoras    | 暴走フリージング♥お姉さまたちの吐息が一杯 | Bōsō Furījingu♥O Ane-sama-tachi no Toiki ga Ichi-hai | 24 août 2011          |

#### Saison 2
| No    | Titre français         | Titre japonais | Titre japonais | Date de 1re diffusion |
| No    | Titre français         | Kanji          | Rōmaji         | Date de 1re diffusion |
| ----- | ---------------------- | -------------- | -------------- | --------------------- |
| 1     | Pandora Returns        | —              |                | 4 octobre 2013        |
| 2     | Evolution Pandora      | —              |                | 11 octobre 2013       |
| 3     | Mark IV                | —              |                | 18 octobre 2013       |
| 4     | Mate                   | —              |                | 25 octobre 2013       |
| 5     | Noblesse Oblige        | —              |                | 1er novembre 2013     |
| 6     | Marionnettes           | —              |                | 8 novembre 2013       |
| 7     | Spellbound             | —              |                | 15 novembre 2013      |
| 8     | Rebellion              | —              |                | 22 novembre 2013      |
| 9     | Traitor                | —              |                | 29 novembre 2013      |
| 10    | True Pandora           | —              |                | 6 décembre 2013       |
| 11    | Nova Crash             | —              |                | 13 décembre 2013      |
| 12    | Shaft of Light         | —              |                | 20 décembre 2013      |
| OAV 1 | Satellizer L. Bridget  | —              |                | 25 décembre 2013      |
| OAV 2 | Scarlett O'Hara        | —              |                | 29 janvier 2014       |
| OAV 3 | Julia Munberk          | —              |                | 26 février 2014       |
| OAV 4 | Holly Rose             | —              |                | 26 mars 2014          |
| OAV 5 | Roxanne Elipton        | —              |                | 25 avril 2014         |
| OAV 6 | March Through The Snow | —              |                | 28 mai 2014           |

### Musiques
| Générique | Épisodes | Début        | Début         | Fin                         | Fin            |
| Générique | Épisodes | Titre        | Artiste       | Titre                       | Artiste        |
| --------- | -------- | ------------ | ------------- | --------------------------- | -------------- |
| Saison 1  | 1 – 12   | Color        | MARiA         | Kimi o Mamoritai            | Aika Kobayashi |
| Saison 2  | 1 – 12   | AVENGE WORLD | Konomi Suzuki | Sekai wa Kizu o Dakishimeru | Konomi Suzuki  |

### Doublage
| Personnages           | Personnages           | Voix japonaises  |
| --------------------- | --------------------- | ---------------- |
| Kazuya Aoi            | Kazuya Aoi            | Mitsuhiro Ichiki |
| Satellizer El Bridget | Satellizer El Bridget | Mamiko Noto      |
| Lana Rinchen          | Lana Rinchen          | Kana Hanazawa    |
| Miyabi Kannazuki      | Miyabi Kannazuki      | Natsuko Kuwatani |
| Ganessa Roland        | Ganessa Roland        | Eri Kitamura     |

## Produits dérivés

### Séries dérivées

#### Freezing: First Chronicle
Freezing: First Chronicle (フリージング　ファーストクロニクル), toujours scénarisé par Lim Dall-Young mais dessiné par Yoon Jae-Ho, raconte l'arrivée de Shiffon Fairchild à l'Académie de West Genetics et sa rencontre avec Teeshee Phenyl. Constituée de quatre chapitres, elle a été publiée dans les numéros de novembre 2011 à mars 2012 du magazine Comic Valkyrie sortis respectivement le 27 septembre 2011 et le 27 janvier 2012,,. La version française est également publiée par Doki-Doki.
| no | Japonais        | Japonais          | Français        | Français          |
| no | Date de sortie  | ISBN              | Date de sortie  | ISBN              |
| --- | --------------- | ----------------- | --------------- | ----------------- |
| 1 | 29 février 2012 | 978-4-7992-0211-1 | 5 décembre 2012 | 978-2-8189-2213-2 |
| Liste des chapitres : - Chapitre 1 : Les filles du point zéro - Chapitre 2 : Amies - Chapitre 3 : Au commencement de la légende - Chapitre 4 : La Bête |                 |                   |                 |                   |

#### Freezing: Zero
Freezing: Zero (フリージングZERO) est toujours scénarisé par Lim Dall-Young mais dessiné par Jeong Soo-Cheol. La série est publiée dans Comic Valkyrie entre mars 2012, et septembre 2015. Elle est centrée sur les nombreux personnages de la série originelle, présentant ainsi leurs vies, entraînements et découvertes. La version française est également publiée par Doki-Doki.
| no | Japonais         | Japonais          | Français        | Français          |
| no | Date de sortie   | ISBN              | Date de sortie  | ISBN              |
| -- | ---------------- | ----------------- | --------------- | ----------------- |
| 1  | 3 septembre 2012 | 978-4-7992-0304-0 | 5 février 2014  | 978-2-81892-558-4 |
| 2  | 27 février 2013  | 978-4-7992-0390-3 | 9 avril 2014    | 978-2-81892-670-3 |
| 3  | 27 juin 2013     | 978-4-7992-0442-9 | 20 août 2014    | 978-2-81893-157-8 |
| 4  | 29 novembre 2013 | 978-4-7992-0509-9 | 5 novembre 2014 | 978-2-81893-218-6 |
| 5  | 29 mars 2014     | 978-4-7992-0563-1 | 4 février 2015  | 978-2-81893-270-4 |
| 6  | 26 juillet 2014  | 978-4-7992-0612-6 | 1er avril 2015  | 978-2-81893-303-9 |
| 7  | 25 décembre 2014 | 978-4-7992-0676-8 | 19 août 2015    | 978-2-81893-370-1 |
| 8  | 27 mars 2015     | 978-4-7992-0717-8 | 4 novembre 2015 | 978-2-81893-460-9 |
| 9  | 2 octobre 2015   | 978-4-7992-0798-7 | 5 octobre 2016  | 978-2-81893-558-3 |

#### Freezing Pair Love Stories
Freezing Pair Love Stories (フリージング　ペアラブストーリーズ) est toujours scénarisé par Lim Dall-Young mais dessiné par Kim So-Hee. Elle est publiée dans Comic Valkyrie depuis mars 2013.
| no | Japonais         | Japonais          |
| no | Date de sortie   | ISBN              |
| -- | ---------------- | ----------------- |
| 1  | 27 juillet 2013  | 978-4-7992-0455-9 |
| 2  | 29 novembre 2013 | 978-4-7992-0510-5 |
| 3  | 29 mars 2014     | 978-4-7992-0565-5 |

### Webséries
Une websérie audio appelée Izumi Kitta and Aya Uchida of Freezing: West Middlefield Genetics Academy!! (橘田いずみと内田彩のフリージング ウエストミドルフィールド ゼネティックス学園分校!!) constituée de 6 épisodes a été diffusée du 10 décembre 2010 au 13 mai 2011 sur la station radio HiBiKi. Elle est animée par Izumi Kitta et Aya Uchida, qui doublent respectivement Cleo Brand et Ticy Phényl dans l'animé.
Une websérie vidéo appelée Freezing: Genetics TV (フリージング ゼネティックスTV), constituée de 8 épisodes, a été diffusée du 10 décembre 2010 au 10 mars 2011 sur le canal Youtube de Media Factory. Elle est animée par Mamiko Noto et Kana Hanazawa, doubleuses de Satellizer el Bridget et Lana Linchen.

### Édition japonaise

#### Freezing
1. 1 2  Tome 1
2. 1 2  Tome 2
3. 1 2  Tome 3
4. 1 2  Tome 4
5. 1 2  Tome 5
6. 1 2  Tome 6
7. 1 2  Tome 7
8. 1 2  Tome 8
9. 1 2  Tome 9
10. 1 2  Tome 10
11. 1 2  Tome 11
12. ↑  Tome 11 - Édition limitée
13. 1 2  Tome 12
14. 1 2  Tome 13
15. 1 2  Tome 14
16. ↑  Tome 14 - Édition limitée
17. 1 2  Tome 15
18. 1 2  Tome 16
19. ↑  Tome 16 - Édition limitée
20. 1 2  Tome 17
21. 1 2  Tome 18
22. 1 2  Tome 19
23. 1 2  Tome 20
24. 1 2  Tome 21
25. ↑  Tome 21 - Édition limitée
26. 1 2  Tome 22
27. ↑  Tome 22- Édition limitée
28. 1 2  Tome 23
29. 1 2  Tome 24
30. 1 2  Tome 25
31. 1 2  Tome 26
32. 1 2  Tome 27
33. 1 2  Tome 28
34. 1 2  Tome 29
35. 1 2  Tome 30
36. 1 2  Tome 31
37. 1 2  Tome 32
38. 1 2  Tome 33

#### Freezing First Chronicles
1. 1 2  Tome 1

#### Freezing Zero
1. 1 2  Tome 1
2. 1 2  Tome 2
3. 1 2  Tome 3
4. 1 2  Tome 4
5. 1 2  Tome 5
6. 1 2  Tome 6
7. 1 2  Tome 7
8. 1 2  Tome 8
9. 1 2  Tome 9

#### Freezing Pair Love Stories
1. 1 2  Tome 1
2. 1 2  Tome 2
3. 1 2  Tome 3

### Édition française

#### Freezing
1. 1 2  Tome 1
2. 1 2  Tome 2
3. 1 2  Tome 3
4. 1 2  Tome 4
5. 1 2  Tome 5
6. 1 2  Tome 6
7. 1 2  Tome 7
8. 1 2  Tome 8
9. 1 2  Tome 9
10. 1 2  Tome 10
11. 1 2  Tome 11
12. 1 2  Tome 12
13. 1 2  Tome 13
14. 1 2  Tome 14
15. 1 2  Tome 15
16. 1 2  Tome 16
17. 1 2  Tome 17
18. 1 2  Tome 18
19. 1 2  Tome 19
20. 1 2  Tome 20
21. 1 2  Tome 21
22. 1 2  Tome 22
23. 1 2  Tome 23
24. 1 2  Tome 24
25. 1 2  Tome 25
26. 1 2  Tome 26
27. 1 2  Tome 27
28. 1 2  Tome 28
29. 1 2  Tome 29
30. 1 2  Tome 30
31. 1 2  Tome 31
32. 1 2  Tome 32
33. 1 2  Tome 33

#### Freezing First Chronicles
1. 1 2  Tome 1

#### Freezing Zero
1. 1 2  Tome 1
2. 1 2  Tome 2
3. 1 2  Tome 3
4. 1 2  Tome 4
5. 1 2  Tome 5
6. 1 2  Tome 6
7. 1 2  Tome 7
8. 1 2  Tome 8
9. 1 2  Tome 9